# Wisła Kraków (piłka nożna) w sezonie 2019/2020
Sezon 2019/2020 był dla Wisły Kraków 24. sezonem z rzędu, a 80. w całej historii klubu, w najwyższej klasie rozgrywkowej w polskim systemie ligowym w piłce nożnej. Zespół przygotowania do sezonu rozpoczął 17 czerwca, a obóz przygotowawczy odbył się w Warce. W przerwie zimowej dla zawodników zaplanowano obóz szkoleniowy w Turcji. Pierwszym spotkaniem, które rozegrała drużyna, był mecz charytatywny 22 czerwca z reprezentacją powiatu suskiego. Sezon ligowy krakowski klub rozpoczął 20 lipca meczem u siebie ze Śląskiem Wrocław. Udział w Pucharze Polski zawodnicy Wisły zakończyli w 1/32 finału. Po 30. seriach fazy zasadniczej krakowski klub uplasował się w grupie spadkowej na 13. pozycji. Utrzymanie w najwyższej klasie rozgrywkowej na kolejną edycję zostało zapewnione na 3 kolejki przed zakończeniem rozgrywek.

## Działalność klubu

### Przed sezonem
14 maja Komisja ds. Licencji Klubowych PZPN przyznała klubowi licencję upoważniającą do uczestnictwa w rozgrywkach Ekstraklasy w sezonie 2019/2020 z nadzorem finansowym.
Przed rozpoczęciem sezonu podjęto decyzję o reaktywacji drugiej drużyny, którą z powodu oszczędnościowych rozwiązano w sierpniu 2016 roku. Koordynacją projektu zajął się Adrian Filipek, awansowany też na funkcję głównego trenera. Drużyna rezerw została dołączona przez Małopolski Związek Piłki Nożnej do zachodniej grupie małopolskiej IV ligi.
Sprzedaż karnetów na rundę zasadniczą i finałową rozpoczęto 29 maja.
20 czerwca stowarzyszenie „Socios Wisła Kraków” w tajnym głosowaniu członków przegłosowało decyzję o regularnym wsparciu klubu darowiznami pieniężnymi. Miesiąc wcześniej grupa udzieliła pomocy finansowej na przedłużenie kontraktu Marcina Wasilewskiego. W lipcu klub zawarł umowę ze stowarzyszeniem w sprawie strategicznej współpracy. Od startu sezonu na froncie koszulek pierwszej drużyny widnieje logo stowarzyszenia.
Po powołaniu Piotra Obidzińskiego na stanowisko wiceprezesa zarządu i tymczasowego prezesa wspólnie z grupą współpracujących z klubem przedsiębiorców ruszył projekt zewnętrznego źródła finansowania transferów. Budżet klubu na nowy sezon wyniósł 30 milionów złotych, a zaległości wobec wierzycieli 33 000 000 złotych.
Partnerem strategicznym pozostał na kolejny sezon bukmacher LVbet. Za produkcję koszulek odpowiadał Adidas, sponsor techniczny od sezonu 2010/2011. Nowe trykoty klubu trafiły do oficjalnej sprzedaży 17 lipca.

### Runda jesienna
W dniu 9 września przedstawiciele Al-Wahda ogłosili sfinalizowanie z Legią Warszawa transferu Carlitosa. W wyniku zagwarantowania przez krakowian procentów od kolejnego przejścia Hiszpana, na konto Wisły trafiło część odstępnego uzyskanego od klubu z Zjednoczonych Emiratów Arabskich.
Na 11 dni przed zaplanowanymi na 29 września derbami Krakowa wyprzedano wszystkie bilety dostępne w sprzedaży.
Podczas konferencji prasowej zorganizowanej 16 października ogłoszono powstanie e-sportowego zespołu Wisły, reprezentującego klub w dwóch grach: Counter-Strike: Global Offensive i FIFA 20. Sponsor tytularny sekcji został jednocześnie jednym z partnerów biznesowych drużyny piłkarskiej.
Przed meczem z Piastem Gliwice w 12. kolejce minutą ciszy uczczono pamięć zmarłej w wieku 91 lat Julii Kmiecik, matki Kazimierza Kmiecika i jednej z najbardziej znanych fanek Wisły.
Krakowski klub po porażce 0:7 z Legią Warszawa wystosował oficjalny komunikat, w którym przeproszono kibiców za wynik i zdementowano informacje o planach zwolnienia Macieja Stolarczyka z funkcji głównego trenera. Przed 16. kolejką wszyscy obecni na liście wyjazdowej do Warszawy mogli kupić bilety za symboliczną złotówkę, a zawodnicy wspólnie ze sztabem pokryli koszty wyjazdu do Wrocławia kibiców z niepełnosprawnością zrzeszonych w Fundacji Otwarte Ramię Białej Gwiazdy.
Podczas posiedzenia Wojewódzkiego Zespołu Interdyscyplinarnego ds. Bezpieczeństwa Imprez Masowych, odbytego 6 listopada, mecz 15. kolejki z Arką Gdynia zakwalifikowano jako imprezę masową o podwyższonym ryzyku. Powodem były powiązania kibiców gości z fanami Cracovii. Wojewoda małopolski podjął decyzję o zamknięciu na czas spotkania sektora dla osób przyjezdnych.
W listopadzie Piotr Obidziński, p.o. krakowskiego klubu, poinformował na swoim oficjalnym koncie twitterowym, że w pierwszych trzech kwartałach 2019 roku przychód operacyjny Wisły wyniósł 28 000 000 złotych. Na przestrzeni tego okresu zobowiązania zewnętrzne klubu zmniejszono o 14 000 000 złotych bez dużych ingerencji w budżet zespołu. W połowie miesiąca ukazał się wywiad przewodniczącego rady nadzorczej Tomasza Jażdżyńskiego dla Gazety Krakowskiej, Dziennika Polskiego i Interii, w którym ujawnił kulisy nieudanych negocjacji między piłkarską spółką a Towarzystwem Sportowym, związanych z wykorzystaniem praw do znaków towarowych Wisły, prowadzeniem grup wiekowych w klubowej akademii i obsługą wewnętrznego długu po koncernie Tele-Fonika Kable. W odpowiedzi prezes Towarzystwa Rafał Wisłocki i członek zarządu Tomasz Ordys publicznie przedstawili postulat wydłużenia licencji na znaki towarowe Wisły z sześciu do 30 lat nieodpłatnie, oraz oddania w 2020 roku piłkarskiej spółce wszystkich grup wiekowych w akademii poza najmłodszymi rocznikami.
W trakcie Otwartego Spotkania Klubu Biznesu 1906, zorganizowanego 19 listopada, oficjalnie zaprezentowano zegarek Wisły Kraków, którego sprzedaż rozpocznie się w grudniu. Limitowana edycja czasomierzy, licząca 114 sztuk, powstała przy współpracy z polską firmą Balticus.
27 listopada podczas konferencji prasowej ujawniono dołączenie do grona sponsorów przedsiębiorstwa Nowak-Mosty, jednego z dotychczasowych partnerów krakowskiego klubu. Logo firmy z branży budowlanej umieszczono na rękawach trykotów meczowych. Kontrakt podpisano na okres 13 miesięcy.
Przegraną ze Śląskiem Wrocław podczas 16. kolejki klub ustanowił najdłuższą serię (8 porażek) przegranych spotkań z rzędu w swojej historii. Passa meczów bez zwycięstwa została zakończona dwie kolejki później domową wygraną z Pogonią Szczecin.
W połowie grudnia za pośrednictwem oficjalnego sklepu rozpoczęto sprzedaż klubowej koszulki retro. Projekt trykotu został wybrany spośród nadesłanych projektów.

### Przerwa zimowa
W ostatnim dniu 2019 r. zarząd Towarzystwa Sportowego osiągnął porozumienie z pożyczkodawcami. W ramach ugody przedłużono o 12 miesięcy dotychczasowe zasady zarządzania piłkarską spółką, pozostawiając na kierowniczych stanowiskach Jakuba Błaszczykowskiego, Jarosława Królewskiego i Tomasza Jażdżyńskiego. Aneks do umowy zawartej w styczniu 2019 roku, regulującej także możliwość odsprzedaży akcji klubu w ramach spłaty pożyczki, podpisano 2 tygodnie później.
Przygotowania do rundy wiosennej z zawodnikami krakowskiego klubu rozpoczęto w drugim tygodniu stycznia. Od 20 do 31 stycznia 26 piłkarzy i 13 osób ze sztabu szkoleniowego przebywało w Belek, gdzie na obiektach hotelu IC Santai Family Resort odbyto zimowe zgrupowanie. Zespół rozegrał w Turcji 5 meczów kontrolnych z międzynarodowymi drużynami. Starcia z serbskim klubem i młodzieżówką Lokomotivu odbyły się w krótszym wymiarze czasowym.
W przerwie zimowej stowarzyszenie „Socios Wisła Kraków” w głosowaniu członków przegłosowało decyzję o zakupie dla krakowskiego klubu urządzenia Impact iGo do malowania linii na boisku. W ramach dofinansowania wyremontowano maszyny odpowiadające za utrzymanie stanu murawy i dokupiono sprzęt sportowy dla pierwszej drużyny.
W ostatnim dniu stycznia Wisła spłaciła część zobowiązań wobec Dariusza Wdowczyka, które zasądził Piłkarski Sąd Polubowny w marcu 2017 roku w wyniku rozwiązania umowy w trybie natychmiastowym z powodu zaległości płacowych w listopadzie 2016 roku. Odwołania krakowskiego klubu nie zostały uznane.

### Runda wiosenna
Na 12 dni przed 199. derbami Krakowa w budynku Urzędu Wojewódzkiego odbyło się spotkanie między urzędnikami miejskimi, przedstawicielami policji i obu zespołów, na którym omówiono postawione przez Cracovię warunki wpuszczenia na stadion kibiców Wisły takich jak mniejsza liczba wejściówek oraz kaucja w cenie każdego biletu, mająca zapewnić środki finansowe na pokrycie potencjalnych zniszczeń mienia na sektorze trybun przeznaczonym dla gości. Klub z siedzibą przy ulicy Reymonta zdecydował się wystosować oficjalny komunikat, w którym zobligował gospodarzy do respektowania zasad udostępniania miejsc na stadionie bez dodatkowych warunków. W odpowiedzi Cracovia powołała się na Uchwałę II/85 Zarządu PZPN, regulującą zasady udziału kibiców gości na meczach piłkarskich rozgrywek szczebla centralnego, informując w oświadczeniu o braku wstępu dla zorganizowanych grup fanów Wisły z powodu zaistnienia zagrożeń dla bezpieczeństwa uczestników lub przebiegu wydarzenia. Po tygodniu od zakończenia krakowskich derbów zidentyfikowano mężczyznę podejrzanego o rzucenie w stronę wiślackich zawodników szklanej butelki.
W ostatnim dniu marca zarząd Towarzystwa Sportowego uregulował z pożyczkodawcami prawa do znaków towarowych krakowskiego klubu, będących do tej pory w wyłącznym posiadaniu stowarzyszenia. Podpisano także porozumienie określające wieloletnią współpracę marketingową obu podmiotów. Jakub Błaszczykowski, Jarosław Królewski i Tomasz Jażdżyński w ramach prowadzenia piłkarskiej spółki uzyskali pięćdziesięcioprocentowy udział w prawach do nazwy i historycznego herbu. 20 kwietnia zostali głównymi akcjonariuszami klubu, a miejsce pełniącego obowiązki prezesa Piotra Obidzińskiego zajął w pełnoprawnej roli Dawid Błaszczykowski, dotychczas członek rady nadzorczej.
W maju do listy sponsorów z prawem ekspozycji wielkoformatowej i na bandach LED dołączyło CASS Construction and Steel Structures. Przedsiębiorstwo z branży budowlanej zostało także fundatorem sześciodniowego zgrupowania zawodników Wisły przed restartem ligowych rozgrywek, które odbyło się od 18 do 23 maja. W Arłamowie do dokończenia sezonu przygotowywało się 29 zawodników razem ze sztabem szkoleniowym.
Na posiedzeniu Komisji ds. Licencji Klubowych PZPN z dnia 29 maja przyznano Wiśle Kraków licencję z nadzorem finansowym, która uprawniła krakowski klub do uczestnictwa w rozgrywkach Ekstraklasy oraz europejskich w sezonie 2020/2021.
18 czerwca odbyło się walne zgromadzenie akcjonariuszy klubu w trybie online. W wydarzeniu za pośrednictwem specjalnego systemu do głosowania osoby, które zakupiły akcje Wisły za pomocą finansowania społecznościowego, przegłosowały pozytywnie 27 uchwał związanych z radą nadzorczą Wisły i dalszą działalnością spółki piłkarskiej.
Od lipca Akademia Piłkarska została organizacyjnie przeniesiona ze struktur Towarzystwa Sportowego do piłkarskiej spółki Wisły, co zostało uchwalone w marcowym porozumieniu z pożyczkodawcami. Na stanowisko dyrektora mianowano Krzysztofa Kołaczyka. W ramach współpracy z Zespołem Szkół Ponadgimnazjalnych Małopolska Szkoła Gościnności im. Tytusa Chałubińskiego w Myślenicach, przy pozytywnej opinii władz wojewódzkich, krakowski klub utworzył dla adeptów licealną klasę o profilu sportowym, dostępną od roku szkolnego 2020/2021.

#### Koronawirus a Wisła
Od 10 marca wstrzymano dystrybucję biletów na mecze krakowskiego zespołu z powodu decyzji organów administracyjnych, która nakładała obowiązek organizacji imprez masowych bez udziału publiczności w związku z ryzykiem rozprzestrzeniania się wirusa SARS-CoV-2 w Polsce. W dniach meczowych miały nie obowiązywać także akredytacje dla mediów zewnętrznych. Przed rozpoczęciem 27. kolejki Ekstraklasa SA podjęła jednak decyzję o zawieszeniu wszystkich spotkań w najwyższej klasie rozgrywkowej do końca marca. W kolejnym tygodniu decyzja o zawieszeniu rozgrywek została przedłużona do 26 kwietnia. Z powodu braku możliwości odbywania zajęć zespołowych sztab szkoleniowy podjął decyzję o przejściu do końca miesiąca na treningi indywidualne, ustalone z każdym zawodnikiem.
W celu zminimalizowania strat finansowych z powodu wprowadzenia stanu zagrożenia epidemicznego w Polsce krakowski klub po raz drugi w swojej historii umożliwił podwyższenie kapitału piłkarskiej spółki za pomocą finansowania społecznościowego przez dedykowaną platformę internetową. W ciągu sześciu godzin od rozpoczęcia emisji wykupiono akcje o wartości miliona złotych. Inicjatywa została poprzedzona oficjalnym ujawnieniem opinii publicznej sprawozdania finansowego piłkarskiej spółki za 2019 rok. W klubie zmniejszono zobowiązania o ponad 14 000 0000 złotych i około 10 000 000 złotych w ujęciu bilansowym w porównaniu do stanu na ostatni dzień 2018 roku. Z działalności transferowej wygenerowano 5 500 000 złotych zysku, który całościowo przekroczył kwotę 6 000 000 złotych netto.
Zawodnicy i sztab szkoleniowy w oficjalnym komunikacie wyrazili zrozumienie dla potencjalnych obniżek kontraktów, które miałyby pomóc w zachowaniu płynności finansowej krakowskiego klubu. W ostatnim tygodniu marca zarząd Ekstraklasy po porozumieniu z klubami ustalił zasady obniżania wynagrodzeń zawodników w celu minimalizowania negatywnych wpływów pandemii w budżetach. Na początku kwietnia zaczęła obowiązywać dobrowolna redukcja wynagrodzeń składu pierwszej drużyny, sztabu szkoleniowego i zarządu. W okresie zawieszenia rozgrywek nikt z partnerów biznesowych Wisły nie zdecydował się na wycofanie z umów sponsorskich.
Podczas konferencji prasowej, zorganizowanej 25 kwietnia, premier Mateusz Morawiecki wspólnie z minister sportu Danutą Dmowską-Andrzejuk ogłosił zaakceptowany przez rząd program powrotu do piłkarskich rozgrywek, wypracowany przez sztab kryzysowy Ekstraklasy we współpracy z PZPN. 4 maja sztab oraz zawodnicy zostali przebadani pod kątem obecności przeciwciał anty-SARS-CoV-2. Następnego dnia część osób sprawdzono ponownie dla uszczegółowienia diagnozy. Wszystkie rezultaty badań przesiewowych i wymazów dały wyniki negatywne. Po uzyskaniu pozytywnej rekomendacji Komisji Medycznej PZPN zawodnicy Wisły rozpoczęli 7 maja stacjonarne treningi w małych grupach, zachowując standardy sanitarne.
Krakowski klub w ramach programu rozwiązań rządowych wprowadzanych w związku z pandemią COVID-19 w Polsce uzyskał od Polskiego Funduszu Rozwoju dofinansowanie w wysokości 2 655 758 złotych.
W wyniku odwołania rudy wiosennej u niższych klas rozgrywkowych zdecydowano się zawiesić funkcjonowanie IV-ligowych rezerw Wisły, które reaktywowano przed sezonem 2019/2020 po 3 latach przerwy. Ze względu na ukończenie najwyższej kategorii wiekowej na szczeblu młodzieżowym krakowski klub opuściło 13 zawodników.
Drugą edycję emisji akcji Wisły zakończono 14 czerwca. W finansowaniu społecznościowym przez dedykowaną platformę internetową wzięło udział 8880 kibiców, którzy w ciągu trzech miesięcy nabyli akcje za kwotę 3 086 300 zł.
W rozporządzeniu Rady Ministrów z dnia 29 maja umożliwiono powrót widzów na trybuny stadionów od 19 czerwca. Przed 32. kolejką Ekstraklasy krakowski klub uzyskał pozytywne decyzje Departamentu Organizacji Imprez, Bezpieczeństwa i Infrastruktury Polskiego Związku Piłki Nożnej i władz Małopolski, uprawniających do organizacji imprezy masowej. W wyniku porozumienia umożliwiającego otwarcie stadionów do 25 procent ich pojemności wstęp na trybuny Stadionu Miejskiego im. Henryka Reymana mogło uzyskać 8282 kibiców. Wisła uzyskała także od miejskiego Zarządu Infrastruktury Sportowej obniżenie czynszu dzierżawnego za dzień meczowy przez ograniczenia związane z pandemią.
Z powodu późniejszego zakończenia sezonu Wisła Kraków zawarła z graczami i personelem aneksy, które wydłużały o miesiąc kończące się kontrakty z dniem 30 czerwca. Porozumienia nie osiągnięto z przedstawicielami Jef Utd. Chiba, skąd w styczniu wypożyczono Heberta. W lipcu Piłkarski Sąd Polubowny uznał klauzulę przedłużającą kontrakt Marcina Grabowskiego z krakowskim klubem za wiążącą, mimo rozegrania po terminie wypożyczenia pięciu spotkań przez zawodnika w Termalicy Nieciecza.

## Stadion

### Przed sezonem
1 lipca została podpisana umowa dzierżawy między gminą Miejską Kraków a Wisłą Kraków. Dokument dotyczył udostępnienia Stadionu Miejskiego im. Henryka Reymana na potrzeby meczów piłki nożnej rozgrywanych w ramach Ekstraklasy i Pucharu Polski w sezonie 2019/2020. W porozumieniu pozostawiono wynegocjowany rok temu obowiązek zapłaty z góry za wynajem co najmniej na 2 dni przed rozpoczęciem spotkania.
12 lipca miejscy radni przegłosowali wniosek do prezydenta Krakowa w sprawie określenia działań związanych ze wskazaniem możliwych rozwiązań kwestii zadłużenia piłkarskiej spółki wobec miasta za wynajem stadionu. Majchrowski odpowiedział na uchwałę rady miasta w kolejnym miesiącu, informując o braku możliwości wsparcia z publicznych środków finansowych zgodnie z krajowym jak i unijnym systemem prawnym. Zadłużenie piłkarskiej spółki względem gminy Kraków za wynajem stadionu miejskiego przy ulicy Reymonta i powierzchni biurowych mieszczących się pod trybunami wyniosło 5 200 000 złotych.

### Runda jesienna
10 września na posiedzeniu Komisji Sportu i Kultury Fizycznej Rady Miasta Krakowa przedstawiono koncepcję nowego zagospodarowania przestrzeni na Stadionie Miejskim. Plan modernizacji obiektu powstał w ramach współpracy miejskich urzędników i spółki Archetus, właściciela praw autorskich do projektu stadionu po śmierci Wojciecha Obtułowicza, twórcy Studia Architektonicznego. Zmiany dotyczyły powiększenia powierzchni biurowych, budowy dwóch parkingów naziemnych i odnowienia elewacji zewnętrznych. Z powodu braku wcześniejszych konsultacji z klubem, przedstawiciele Wisły wystosowali oficjalny komunikat o włączenie do rozmów w zakresie inwestycji w obiekt. Do pierwszego spotkania miejskich urzędników, prezesa piłkarskiej spółki i właściciela praw do projektu w sprawie zagospodarowania dodatkowych powierzchni komercyjnych pod trybunami doszło 27 września.
Krakowski klub z powodu braku wyposażenia Stadionu Miejskiego w system band ledowych i konieczności ponoszenia dodatkowych kosztów związanych za ich wynajmem, wniósł 11 września do prezydenta Krakowa propozycję odstąpienia nośników w zamian za rozliczenie części długu za wynajem obiektu, powołując się na podobną transakcję, którą Miasto przeprowadziło z Cracovią w 2015 roku. Przedstawiciele krakowskiego magistratu nie przystali na rozwiązanie z wykupem band, a powodem miały być nowe procedury zamówień publicznych.
W dniu wrześniowych derbów Krakowa udostępniono odnowioną lożę prezydencką dla najważniejszych partnerów biznesowych klubu.
17 października Zarząd Dróg Miasta Krakowa otrzymał ze strony Ekstraklasy SA drugą ratę z części kwoty, jaka krakowskiemu klubowi przysługiwała za prawa telewizyjne. Zadłużenie Wisły za wynajem obiektów wobec miejskich spółek zostało zmniejszone do ponad 1 600 000 złotych. Kolejna transza od przedsiębiorstwa zarządzającego piłkarskimi rozgrywkami na konto ZDMK musi zostać przelana nie później niż do 31 października 2020 roku.
W przyjętym 18 grudnia przez Radę Miasta Krakowa budżecie na 2020 rok zarezerwowano pulę 7 600 000 złotych na modernizacje stadionu miejskiego przy ulicy Reymonta. Kwota zostanie przeznaczona na wykupienie praw do projektu obiektu od firmy Archetus oraz rozpoczęcie opracowywania koncepcji przebudowy obiektu w ramach przygotowań do Igrzysk Europejskich w 2023 roku.

### Runda wiosenna
27 kwietnia krakowski Zarząd Dróg za 9 710 850 złotych wykupił od spółki Archetus prawa autorskie do stadionu przy ulicy Reymonta. W związku z zagrożeniem epidemiologicznym na terytorium Polski wstrzymano dalsze prace nad modernizacją Stadionu Miejskiego im. Henryka Reymana.
Pierwsze ze spotkań roboczych miejskiego Zarządu Infrastruktury Sportowej i nowego prezesa Wisły Dawida Błaszczykowskiego odbyło się 12 maja. Pod koniec miesiąca zawarto porozumienie, które regulowało warunki ograniczonego wynajmu Stadionu Miejskiego na okres przedłużonego sezonu, zawieszonego w marcu przez zagrożenie epidemiologiczne na terytorium Polski.

### Frekwencja
W kolejkach 27-30 spotkania Ekstraklasy rozgrywano bez udziału publiczności w związku z zagrożeniem epidemiologicznym na terytorium Polski. Od 31 serii gier mecze odbywały się przy ograniczonej ilości widzów na trybunach.

*RF - Runda finałowa

## PKO BP Ekstraklasa
13 marca rozgrywki PKO Bank Ekstraklasy zostały zawieszone ze względu na sytuację związaną z rozprzestrzeniającym się koronawirusem COVID-19 i zagrożeniem epidemiologicznym na terytorium Polski.
20 marca Departament Logistyki Rozgrywek Ekstraklasy S.A. poinformował, że w związku z aktualną sytuacją związaną z wprowadzonym stanem zagrożenia epidemicznego i wynikającym z tego przedłużającym się brakiem możliwości kontynuacji rozgrywek w zaplanowanym pierwotnie okresie, mecze PKO Bank Polski Ekstraklasy zostały odwołane do 26 kwietnia 2020 r. włącznie.
Podczas konferencji prasowej, zorganizowanej 25 kwietnia, premier Mateusz Morawiecki wspólnie z ministrą sportu Danutą Dmowską-Andrzejuk ogłosił zaakceptowany przez rząd program powrotu do piłkarskich rozgrywek.

### Tabela po rundzie finałowej
| Poz. | Drużyna        | M  | Punkty | Z  | R  | P  | Bramki | Bramki | Bramki |
| Poz. | Drużyna        | M  | Punkty | Z  | R  | P  | +      | -      | +/−    |
| ---- | -------------- | -- | ------ | -- | -- | -- | ------ | ------ | ------ |
| 11   | Zagłębie Lubin | 37 | 53     | 15 | 8  | 14 | 61     | 53     | +8     |
| 12   | Wisła Płock    | 37 | 51     | 14 | 9  | 14 | 45     | 54     | -10    |
| 13   | Wisła Kraków   | 37 | 45     | 13 | 6  | 18 | 44     | 56     | -12    |
| 14   | Arka Gdynia    | 37 | 40     | 10 | 10 | 17 | 39     | 57     | -18    |
| 15   | Korona Kielce  | 37 | 35     | 9  | 8  | 20 | 29     | 48     | -19    |

Ostatnia aktualizacja: 37. kolejka
    spadek do I ligi.

### Tabela po rundzie zasadniczej
| Poz. | Drużyna        | M  | Punkty | Z  | R | P  | Bramki | Bramki | Bramki |
| Poz. | Drużyna        | M  | Punkty | Z  | R | P  | +      | -      | +/−    |
| ---- | -------------- | -- | ------ | -- | - | -- | ------ | ------ | ------ |
| 11   | Zagłębie Lubin | 30 | 38     | 10 | 8 | 12 | 49     | 46     | +3     |
| 12   | Wisła Płock    | 30 | 38     | 10 | 8 | 12 | 37     | 50     | -13    |
| 13   | Wisła Kraków   | 30 | 35     | 10 | 5 | 15 | 37     | 47     | -10    |
| 14   | Korona Kielce  | 30 | 30     | 8  | 6 | 16 | 21     | 37     | -16    |
| 15   | Arka Gdynia    | 30 | 29     | 7  | 8 | 15 | 28     | 47     | -19    |

Ostatnia aktualizacja: 30. kolejka
    wejście do grupy mistrzowskiej     wejście do grupy spadkowej

### Wyniki spotkań
| Mecz                         | Data            | Godz. | Stadion   | Przeciwnik            | Wynik | Punkty | Strzelcy                                           |
| ---------------------------- | --------------- | ----- | --------- | --------------------- | ----- | ------ | -------------------------------------------------- |
| Runda jesienna               |                 |       |           |                       |       |        |                                                    |
| 1                            | 20 lipca        | 17:30 | Kraków    | Śląsk Wrocław         | 0:1   | 0      | –                                                  |
| 2                            | 28 lipca        | 17:30 | Gdańsk    | Lechia Gdańsk         | 0:0   | 1      | –                                                  |
| 3                            | 5 sierpnia      | 18:00 | Kraków    | Górnik Zabrze         | 1:0   | 4      | Chuca                                              |
| 4                            | 10 sierpnia     | 15:00 | Szczecin  | Pogoń Szczecin        | 0:1   | 4      | –                                                  |
| 5                            | 16 sierpnia     | 20:30 | Kraków    | ŁKS Łódź              | 4:0   | 7      | Brożek (2), Niepsuj, Savićević                     |
| 6                            | 23 sierpnia     | 20:30 | Białystok | Jagiellonia Białystok | 2:3   | 7      | Brożek, Buksa                                      |
| 7                            | 31 sierpnia     | 20:00 | Kraków    | Zagłębie Lubin        | 4:2   | 10     | Mak, Brożek (2), Wojtkowski                        |
| 8                            | 14 września     | 20:00 | Kielce    | Korona Kielce         | 1:1   | 11     | Brożek                                             |
| 9                            | 22 września     | 12:30 | Płock     | Wisła Płock           | 1:2   | 11     | Brożek                                             |
| 10                           | 29 września     | 17:30 | Kraków    | Cracovia              | 0:1   | 11     | –                                                  |
| 11                           | 5 października  | 17:30 | Poznań    | Lech Poznań           | 0:4   | 11     | –                                                  |
| 12                           | 18 października | 20:30 | Kraków    | Piast Gliwice         | 1:2   | 11     | Niepsuj                                            |
| 13                           | 27 października | 17:30 | Warszawa  | Legia Warszawa        | 0:7   | 11     | –                                                  |
| 14                           | 4 listopada     | 20:30 | Sosnowiec | Raków Częstochowa     | 0:1   | 11     | –                                                  |
| 15                           | 9 listopada     | 20:00 | Kraków    | Arka Gdynia           | 0:1   | 11     | –                                                  |
| 16                           | 24 listopada    | 17:30 | Wrocław   | Śląsk Wrocław         | 1:2   | 11     | Błaszczykowski                                     |
| 17                           | 1 grudnia       | 17:30 | Kraków    | Lechia Gdańsk         | 0:1   | 11     | –                                                  |
| 18                           | 6 grudnia       | 20:30 | Zabrze    | Górnik Zabrze         | 2:4   | 11     | Brożek, Chuca                                      |
| 19                           | 13 grudnia      | 20:30 | Kraków    | Pogoń Szczecin        | 1:0   | 14     | Klemenz                                            |
| 20                           | 19 grudnia      | 18:00 | Łódź      | ŁKS Łódź              | 4:2   | 17     | Sadlok, Błaszczykowski, Rozwandowicz (sam.), Basha |
| Runda wiosenna               |                 |       |           |                       |       |        |                                                    |
| 21                           | 8 lutego        | 20:00 | Kraków    | Jagiellonia Białystok | 3:0   | 20     | Turgeman, Wojtkowski, Buksa                        |
| 22                           | 16 lutego       | 15:00 | Lubin     | Zagłębie Lubin        | 1:0   | 23     | Savićević                                          |
| 23                           | 23 lutego       | 15:00 | Kraków    | Korona Kielce         | 2:0   | 26     | Buksa, Błaszczykowski                              |
| 24                           | 29 lutego       | 15:00 | Kraków    | Wisła Płock           | 2:2   | 27     | Tupta, Błaszczykowski                              |
| 25                           | 3 marca         | 20:30 | Kraków    | Cracovia              | 2:0   | 30     | Błaszczykowski, Hebert                             |
| 26                           | 8 marca         | 15:00 | Kraków    | Lech Poznań           | 1:1   | 31     | Savićević                                          |
| 27                           | 30 maja         | 17:30 | Gliwice   | Piast Gliwice         | 0:4   | 31     | –                                                  |
| 28                           | 7 czerwca       | 17:30 | Kraków    | Legia Warszawa        | 1:3   | 31     | Burliga                                            |
| 29                           | 10 czerwca      | 18:00 | Kraków    | Raków Częstochowa     | 3:2   | 34     | Błaszczykowski, Janicki, Savićević                 |
| 30                           | 14 czerwca      | 18:00 | Gdynia    | Arka Gdynia           | 0:0   | 35     | –                                                  |
| Grupa mistrzowska / spadkowa |                 |       |           |                       |       |        |                                                    |
| 31                           | 20 czerwca      | 18:00 | Sosnowiec | Raków Częstochowa     | 1:3   | 35     | Buksa                                              |
| 32                           | 23 czerwca      | 20:30 | Kraków    | Wisła Płock           | 1:0   | 38     | Błaszczykowski                                     |
| 33                           | 27 czerwca      | 20:00 | Zabrze    | Górnik Zabrze         | 1:0   | 41     | Turgeman                                           |
| 34                           | 3 lipca         | 18:00 | Łódź      | ŁKS Łódź              | 2:1   | 44     | Turgeman (2)                                       |
| 35                           | 11 lipca        | 20:00 | Kraków    | Korona Kielce         | 1:1   | 45     | Turgeman                                           |
| 36                           | 14 lipca        | 20:30 | Lubin     | Zagłębie Lubin        | 1:3   | 45     | Turgeman                                           |
| 37                           | 17 lipca        | 17:30 | Kraków    | Arka Gdynia           | 0:1   | 45     | –                                                  |

1. ↑  Raków rozgrywał spotkania jako gospodarz na stadionie w Sosnowcu ze względu na niespełnienie wymogów licencyjnych przez obiekt w Częstochowie.
2. ↑  kolejka z 13 marca została zawieszona w związku z zagrożeniem epidemiologicznym na terytorium Polski.
3. ↑  kolejka z 22 marca została zawieszona w związku z zagrożeniem epidemiologicznym na terytorium Polski.
4. ↑  kolejka z 5 kwietnia została zawieszona w związku z zagrożeniem epidemiologicznym na terytorium Polski.
5. ↑  kolejka początkowo została zawieszona w związku z zagrożeniem epidemiologicznym na terytorium Polski.
6. ↑  Raków rozgrywał spotkania jako gospodarz na stadionie w Sosnowcu ze względu na niespełnienie wymogów licencyjnych przez obiekt w Częstochowie.

Ostatnia aktualizacja: 37. kolejka
    zwycięstwo     remis     porażka

### Kolejka po kolejce
| 1  | 2  | 3  | 4  | 5 | 6 | 7 | 8 | 9  | 10 | 11 | 12 | 13 | 14 | 15 | 16 | 17 | 18 | 19 | 20 | 21 | 22 | 23 | 24 | 25 | 26 | 27 | 28 | 29 | 30 | 31 | 32 | 33 | 34 | 35 | 36 | 37 |
| -- | -- | -- | -- | - | - | - | - | -- | -- | -- | -- | -- | -- | -- | -- | -- | -- | -- | -- | -- | -- | -- | -- | -- | -- | -- | -- | -- | -- | -- | -- | -- | -- | -- | -- | -- |
| 14 | 14 | 11 | 13 | 6 | 9 | 8 | 7 | 11 | 12 | 13 | 13 | 14 | 14 | 16 | 16 | 16 | 16 | 16 | 15 | 15 | 13 | 13 | 13 | 13 | 13 | 13 | 13 | 13 | 13 | 13 | 13 | 13 | 13 | 13 | 13 | 13 |

    wejście do grupy mistrzowskiej     wejście do grupy spadkowej

## Totolotek Puchar Polski
Jako drużyna występująca w sezonie 2018/2019 w rozgrywkach Ekstraklasy, Wisła Kraków rozpoczęła rozgrywki Pucharu od 1/32 finału.
| Faza | Data        | Godz. | Stadion  | Przeciwnik        | Wynik | Strzelcy |
| ---- | ----------- | ----- | -------- | ----------------- | ----- | -------- |
| 1/32 | 25 września | 16:00 | Stargard | Błękitni Stargard | 1:2   | Mak      |

Ostatnia aktualizacja: 25 września 2019
    zwycięstwo     remis     porażka

## Mecze towarzyskie
| Data                                | Przeciwnik                     | Miejsce   | Wynik | Strzelcy                                                |
| ----------------------------------- | ------------------------------ | --------- | ----- | ------------------------------------------------------- |
| Rozegrane w przerwie letniej        |                                |           |       |                                                         |
| 22 czerwca                          | Reprezentacja powiatu suskiego | Zembrzyce | 2:0   | Boguski, Kumah                                          |
| 26 czerwca                          | Radomiak Radom                 | Warka     | 2:1   | Drzazga, Boguski                                        |
| 29 czerwca                          | GKS Bełchatów                  | Bełchatów | 1:2   | Drzazga                                                 |
| 3 lipca                             | Sandecja Nowy Sącz             | Myślenice | 0:1   | –                                                       |
| 6 lipca                             | Podbeskidzie Bielsko-Biała     | Dankowice | 1:0   | Klemenz                                                 |
| 13 lipca                            | Puszcza Niepołomice            | Myślenice | 4:2   | Brożek (3), Plewka                                      |
| 13 lipca                            | Puszcza Niepołomice            | Myślenice | 3:1   | Buksa (2), Morys                                        |
| Rozegrane w trakcie rundy jesiennej |                                |           |       |                                                         |
| 7 września                          | Polonia Przemyśl               | Przemyśl  | 8:1   | Chuca (2), Boguski, Wojtkowski (2), Drzazga, Brożek (2) |
| 11 października                     | Wisła Kraków Oldboje 2         | Kraków    | 8:0   | Chuca (2), Drzazga (2), Zdybowicz (2), Mak, Szot        |
| 16 listopada                        | Radziszowianka Radziszów       | Radziszów | 3:0   | Brożek, Jean Carlos, Drzazga                            |
| Rozegrane w przerwie zimowej        |                                |           |       |                                                         |
| 18 stycznia                         | Stal Mielec                    | Myślenice | 1:0   | Boguski                                                 |
| 22 stycznia                         | Siłeks Kratowo                 | Belek     | 1:1   | Chuca                                                   |
| 25 stycznia                         | Dinamo Batumi                  | Belek     | 1:1   | Hebert                                                  |
| 25 stycznia                         | FK Voždovac                    | Belek     | 1:0   | Buksa                                                   |
| 30 stycznia                         | Lokomotiw Moskwa B             | Belek     | 3:0   | Chuca, Wasilewski, Boguski                              |
| 30 stycznia                         | Dinamo Tbilisi                 | Belek     | 3:2   | Buksa, Błaszczykowski, Hebert                           |
| Rozegrane w trakcie rundy wiosennej |                                |           |       |                                                         |
| 19 lutego                           | Wigry Suwałki                  | Myślenice | 2:2   | Chuca, Pawłowski                                        |

1. ↑  Za odwołane spotkanie z MFK Karviná.
2. ↑  Mecz z okazji 110-lecia istnienia Polonii Przemyśl.
3. ↑  Mecz charytatywny.
4. ↑  Mecz z okazji 45-lecia istnienia Radziszowianki Radziszów.
5. ↑  mecz rozegrany w krótszym wymiarze czasowym.
6. ↑  mecz rozegrany w krótszym wymiarze czasowym.

Stan na: 19 lipca 2020
    zwycięstwo     remis     porażka

## Zawodnicy

### Skład
Rafał Boguski przeciwko Lechii Gdańsk w 2. kolejce zagrał 300. oficjalny mecz w historii swoich występów dla Wisły Kraków na szczeblu najwyższej klasy rozgrywkowej polskiego systemu ligowego. Dla Kamila Wojtkowskiego był to 50. występ w barwach krakowskiego klubu.
Vullnet Basha w 3. kolejce wystąpił po raz 50. w składzie Wisły.
Maciej Sadlok w 4. kolejce zanotował 150. występ dla krakowskiego klubu.
Kamil Wojtkowski przeciwko ŁKS Łódź w 5. kolejce zagrał 50. oficjalny mecz w historii swoich występów dla Wisły Kraków na szczeblu najwyższej klasy rozgrywkowej polskiego systemu ligowego.
Aleksander Buksa dzięki trafieniu podczas meczu 6. kolejki z Jagiellonią został najmłodszym zdobywcą gola w polskiej najwyższej klasie rozgrywkowej w XXI wieku. W wieku 16 lat i 220 dni wyprzedził Mieczysława Gracza, będącego najmłodszym strzelcem Wisły od 1936 roku. Podczas spotkania w Białymstoku Paweł Brożek został autorem tysięcznego gola krakowskiego klubu w polskiej najwyższej klasie rozgrywkowej w XXI wieku.
Rafał Boguski przeciwko Zagłębiu Lubin w 7. kolejce zagrał 350. spotkanie w składzie Wisły Kraków.
Maciej Sadlok przeciwko Koronie Kielce w 7. kolejce zagrał 150. oficjalny mecz w historii swoich występów dla Wisły Kraków na szczeblu najwyższej klasy rozgrywkowej polskiego systemu ligowego.
Paweł Brożek w głosowaniu kapitanów szesnastu zespołów uczestniczących w rozgrywkach Ekstraklasy został uznany za Piłkarza Września, stając się jednocześnie najstarszym zdobywcą tytułu w historii plebiscytu.
Marcin Wasilewski przeciwko Piastowi Gliwice w 12. kolejce zagrał 200. spotkanie na szczeblu najwyższej klasy rozgrywkowej polskiego systemu ligowego.
Jakub Bartosz przeciwko Pogoni Szczecin w 19. kolejce zagrał 50. oficjalny mecz w historii swoich występów dla Wisły Kraków na szczeblu najwyższej klasy rozgrywkowej polskiego systemu ligowego.
Rafał Janicki przeciwko Rakowowi Częstochowa w 31. kolejce zagrał 250. spotkanie na szczeblu najwyższej klasy rozgrywkowej polskiego systemu ligowego.
Paweł Brożek w 37. kolejce zagrał swój ostatni mecz w barwach krakowskiego klubu i zawodowej karierze piłkarza. Z Wisłą Kraków zdobył 7 tytułów mistrza Polski, 2 Puchary Polski i Superpuchar.
| Nr                     | Zawodnik                | Data urodzenia       | W klubie od | Poprzedni klub                  | Ekstraklasa | Ekstraklasa | Puchar Polski | Puchar Polski | RAZEM | RAZEM |        |        |
| Nr                     | Zawodnik                | Data urodzenia       | W klubie od | Poprzedni klub                  |             |             |               |               |       |       | EKS/PP | EKS/PP |
| ---------------------- | ----------------------- | -------------------- | ----------- | ------------------------------- | ----------- | ----------- | ------------- | ------------- | ----- | ----- | ------ | ------ |
| Bramkarze              |                         |                      |             |                                 |             |             |               |               |       |       |        |        |
| 1                      | Mateusz Lis             | 27 lutego 1997       | 2018        | Lech Poznań                     | 6           | 0           | 1             | 0             | 7     | 0     | 0/0    | 0/0    |
| 74                     | Kacper Chorążka M       | 18 marca 1999        | 2017        | Wisła Kraków U-19               | 0           | 0           | 0             | 0             | 0     | 0     | 0      | 0      |
| 22                     | Michał Buchalik         | 3 lutego 1989        | 2014        | Ruch Chorzów                    | 31          | 0           | 0             | 0             | 31    | 0     | 1/0    | 0/0    |
| 48                     | Kamil Broda M           | 19 lipca 2001        | 2017        | Wisła Kraków U-19               | 0           | 0           | 0             | 0             | 0     | 0     | 0      | 0      |
|                        | Kais Al-Ani             | 29 marca 1997        | 2019        | Soła Oświęcim                   | 0           | 0           | 0             | 0             | 0     | 0     | 0      | 0      |
|                        | Miłosz Jaskuła M        | 23 grudnia 2003      | 2020        | FC Wrocław Academy              | 0           | 0           | 0             | 0             | 0     | 0     | 0      | 0      |
| Obrońcy                |                         |                      |             |                                 |             |             |               |               |       |       |        |        |
| 2                      | Rafał Janicki           | 5 lipca 1992         | 2019        | Lechia Gdańsk                   | 33 (1)      | 1           | 1             | 0             | 35    | 1     | 4/0    | 0/0    |
| 3                      | Serafin Szota M         | 4 marca 1999         | 2019        | Zagłębie Lubin                  | 0           | 0           | 1             | 0             | 1     | 0     | 0/1    | 0/0    |
| 4                      | Maciej Sadlok           | 29 czerwca 1989      | 2014        | Ruch Chorzów                    | 32 (3)      | 1           | 0             | 0             | 35    | 1     | 8/0    | 1/0    |
| 5                      | Lukas Klemenz           | 24 września 1995     | 2019        | Jagiellonia Białystok           | 33          | 1           | 0             | 0             | 33    | 1     | 10/0   | 0/0    |
| 8                      | Łukasz Burliga          | 10 maja 1988         | 2019        | Jagiellonia Białystok           | 10 (3)      | 1           | 0             | 0             | 13    | 1     | 3/0    | 0/0    |
| 14                     | Mateusz Hołownia M      | 6 maja 1998          | 2020        | Legia Warszawa                  | 6 (3)       | 0           | 0             | 0             | 9     | 0     | 1/0    | 1/0    |
| 17                     | Jakub Bartosz           | 13 sierpnia 1996     | 2014        | Wisła II Kraków                 | 1           | 0           | 0             | 0             | 1     | 0     | 0/0    | 0/0    |
| 19                     | David Niepsuj           | 16 sierpnia 1995     | 2019        | Pogoń Szczecin                  | 20 (2)      | 2           | 0             | 0             | 22    | 2     | 10/0   | 1/0    |
| 21                     | Marcin Grabowski M      | 21 maja 2000         | 2018        | Lech II Poznań                  | 1 (1)       | 0           | 1             | 0             | 3     | 0     | 0/0    | 0/0    |
| 24                     | Paweł Koncewicz-Żyłka M | 29 marca 2003        | 2019        | Unia Tarnów U-19                | 0           | 0           | 0             | 0             | 0     | 0     | 0      | 0      |
| 27                     | Marcin Wasilewski       | 9 czerwca 1980       | 2017        | Leicester City                  | 7 (8)       | 0           | 0             | 0             | 15    | 0     | 4/0    | 0/0    |
| 43                     | Dawid Szot M            | 29 kwietnia 2001     | 2019        | Wisła Kraków U-19               | 3 (2)       | 0           | 0             | 0             | 5     | 0     | 0/0    | 0/0    |
| 45                     | Daniel Hoyo-Kowalski M  | 12 lipca 2003        | 2019        | Akademia Piłkarska Wisła Kraków | 1           | 0           | 0             | 0             | 1     | 0     | 0/0    | 0/0    |
| 49                     | Piotr Świątko M         | 29 maja 1999         | 2017        | Wisła Kraków U-19               | 0           | 0           | 0             | 0             | 0     | 0     | 0      | 0      |
| 91                     | Hebert                  | 23 maja 1991         | 2020        | Jef Utd. Chiba                  | 9 (1)       | 1           | 0             | 0             | 9     | 1     | 1/0    | 0/0    |
|                        | Konrad Gruszkowski      | 27 stycznia 2001     | 2020        | Wisła II Kraków                 | 0           | 0           | 0             | 0             | 0     | 0     | 0      | 0      |
| Pomocnicy              |                         |                      |             |                                 |             |             |               |               |       |       |        |        |
| 7                      | Michał Mak              | 14 listopada 1991    | 2019        | Lechia Gdańsk                   | 19 (2)      | 1           | (1)           | 1             | 22    | 2     | 2/0    | 0/0    |
| 9                      | Rafał Boguski           | 9 czerwca 1984       | 2005        | ŁKS Łomża                       | 19 (7)      | 0           | 1             | 0             | 27    | 0     | 2/1    | 0/0    |
| 10                     | Vullnet Basha           | 11 lipca 1990        | 2017        | UCAM Murcia CF                  | 26 (1)      | 1           | 1             | 0             | 28    | 1     | 5/0    | 0/0    |
| 15                     | Jean Carlos             | 2 maja 1996          | 2019        | Recreativo Granada              | 11 (6)      | 0           | 1             | 0             | 18    | 0     | 0/0    | 0/0    |
| 16                     | Jakub Błaszczykowski    | 14 grudnia 1985      | 2019        | VfL Wolfsburg                   | 19 (3)      | 7           | 0             | 0             | 22    | 7     | 2/0    | 0/0    |
| 18                     | Chuca                   | 10 czerwca 1997      | 2019        | Villarreal II                   | 13 (12)     | 2           | 0             | 0             | 25    | 2     | 2/0    | 0/0    |
| 20                     | Gieorgij Żukow          | 12 listopada 1994    | 2020        | Kajrat Ałmaty                   | 11 (2)      | 0           | 0             | 0             | 13    | 0     | 3/0    | 0/0    |
| 21                     | Nikola Kuveljić         | 6 kwietnia 1997      | 2020        | Javor Ivanjica                  | 7 (5)       | 0           | 0             | 0             | 12    | 0     | 4/0    | 1/0    |
| 26                     | Kamil Wojtkowski M      | 26 lutego 1998       | 2017        | RB Leipzig U-19                 | 20 (2)      | 2           | (1)           | 0             | 23    | 2     | 7/0    | 0/0    |
| 28                     | Vukan Savićević         | 29 stycznia 1994     | 2019        | Slovan Bratysława               | 20 (3)      | 4           | (1)           | 0             | 24    | 4     | 8/1    | 0/0    |
| 42                     | Daniel Morys M          | 26 grudnia 2000      | 2019        | Wisła Kraków U-19               | (1)         | 0           | 0             | 0             | 1     | 0     | 0/0    | 0/0    |
| 77                     | Emmanuel Kumah          | 9 lutego 2000        | 2019        | Tudu Mighty Jet                 | (1)         | 0           | 1             | 0             | 2     | 0     | 0/0    | 0/0    |
| 80                     | Patryk Plewka M         | 2 stycznia 2000      | 2017        | Wisła Kraków U-19               | 0           | 0           | 0             | 0             | 0     | 0     | 0      | 0      |
| 99                     | Damian Pawłowski M      | 27 stycznia 1999     | 2019        | Pogoń Szczecin                  | 8 (2)       | 0           | 1             | 0             | 11    | 0     | 2/0    | 0/0    |
|                        | Kacper Duda M           | 1 stycznia 2004      | 2020        | Wisła II Kraków                 | 0           | 0           | 0             | 0             | 0     | 0     | 0      | 0      |
|                        | Tafara Madembo M        | 26 lipca 2003        | 2020        | Escola Warsovia                 | 0           | 0           | 0             | 0             | 0     | 0     | 0      | 0      |
| Napastnicy             |                         |                      |             |                                 |             |             |               |               |       |       |        |        |
| 11                     | Krzysztof Drzazga       | 20 czerwca 1995      | 2016        | Górnik Polkowice                | 4 (8)       | 0           | 1             | 0             | 13    | 0     | 1/0    | 0/0    |
| 14                     | Artur Balicki M         | 11 października 1999 | 2019        | Ruch Chorzów                    | 0           | 0           | 0             | 0             | 0     | 0     | 0      | 0      |
| 17                     | Alon Turgeman           | 9 czerwca 1991       | 2020        | Austria Wiedeń                  | 9           | 6           | 0             | 0             | 9     | 6     | 0/0    | 0/0    |
| 23                     | Paweł Brożek            | 21 kwietnia 1983     | 2013        | Recreativo Huelva               | 17 (2)      | 8           | 0             | 0             | 19    | 8     | 0/0    | 0/0    |
| 29                     | Ľubomír Tupta           | 27 marca 1998        | 2020        | Hellas Verona                   | 7 (3)       | 1           | 0             | 0             | 10    | 1     | 0/0    | 0/0    |
| 44                     | Aleksander Buksa M      | 15 stycznia 2003     | 2019        | Akademia Piłkarska Wisła Kraków | 3 (18)      | 4           | 0             | 0             | 21    | 4     | 1/0    | 0/0    |
| 59                     | Przemysław Zdybowicz M  | 10 stycznia 2000     | 2019        | GKS Bełchatów                   | 2 (6)       | 0           | 1             | 0             | 9     | 0     | 0/1    | 0/0    |
| 71                     | Denys Bałaniuk          | 16 stycznia 1997     | 2017        | FK Dnipro                       | 1 (1)       | 0           | 0             | 0             | 2     | 0     | 0/0    | 0/0    |
| Stan na: 18 lipca 2020 |                         |                      |             |                                 |             |             |               |               |       |       |        |        |

1. ↑  wypożyczony od 15 sierpnia 2019.
2. ↑  od 6 września 2019.
3. ↑  od 13 lipca 2020.
4. ↑  w klubie od 1 sierpnia 2019, wypożyczony od 7 lutego 2020.
5. ↑  uraz biodra od 30. kolejki
6. ↑  od 15 stycznia 2020.
7. ↑  do 28 stycznia 2020.
8. ↑  w kolejkach 26-28 pauzował z powodu kompresyjnego złamania kości śródstopia.
9. ↑  wypożyczony od 15 stycznia do 30 czerwca 2020.
10. ↑  do 2 września 2019.
11. ↑  od 18 stycznia do 30 czerwca 2020
12. ↑  od 22 czerwca 2020.
13. ↑  W kolejkach 33-37 pauzował z powodu naciągnięcia mięśnia dwugłowego.
14. ↑  od 31 lipca 2019.
15. ↑  kontrakt zaczął obowiązywać od 1 stycznia 2020.
16. ↑  W kolejkach 34-37 pauzował z powodu kontuzji mięśnia przywodziciela.
17. ↑  od 19 stycznia 2020.
18. ↑  uraz żeber od 32. kolejki
19. ↑  wypożyczony od 3 września 2019.
20. ↑  koniec wypożyczenia z dniem 31 grudnia 2019.
21. ↑  wypożyczony od 2 września 2019.
22. ↑  od 27 sierpnia 2019.
23. ↑  od 6 czerwca 2020.
24. ↑  od 2 lipca 2020.
25. ↑  W kolejkach 18-33 pauzował z powodu uszkodzenia więzadeł stawu kolanowego.
26. ↑  wypożyczony od 30 sierpnia 2019.
27. ↑  od 04 lutego 2020.
28. ↑  W kolejkach 23-29 zawodnik pauzował z powodu złamania kości sześciennej śródstopia.
29. ↑  W kolejkach 28-36 pauzował z powodu złamania kości promieniowej.
30. ↑  od 15 stycznia 2020.
31. ↑  w klubie od 16 sierpnia 2019, wypożyczony od 23 stycznia 2020
32. ↑  do 30 sierpnia 2019.

- W nawiasach wprowadzenia na boisko.
- odejścia ze składu     przyjścia do składu
- M  Od sezonu 2019/2020 każda drużyna ma obowiązek wystawiania co najmniej jednego młodzieżowca w składzie, którego wiek w rozgrywkach Ekstraklasy wynosi do 22 lat.

### Transfery

#### Przyszli
| Poz            | Nazwisko              | Poprzedni klub      | Typ                   | Koniec     | Kwota transferu | Źródło  |
| -------------- | --------------------- | ------------------- | --------------------- | ---------- | --------------- | ------- |
| Okienko letnie |                       |                     |                       |            |                 |         |
| OB             | David Niepsuj         | Pogoń Szczecin      | transfer              | 30.06.2021 | bez odstępnego  | [ 97 ]  |
| PO             | Michał Mak            | Lechia Gdańsk       | transfer              | 30.06.2020 | bez odstępnego  | [ 98 ]  |
| OB             | Rafał Janicki         | Lechia Gdańsk       | transfer              | 31.12.2021 | bez odstępnego  | [ 99 ]  |
| BR             | Kacper Chorążka M     | Hutnik Kraków       | powrót z wypożyczenia | 30.06.2020 | -               | [ 100 ] |
| OB             | Piotr Świątko         | Hutnik Kraków       | powrót z wypożyczenia | 30.06.2020 | -               | [ 100 ] |
| NA             | Denys Bałaniuk        | Arsenał Kijów       | powrót z wypożyczenia | 30.06.2020 | -               | [ 101 ] |
| PO             | Jean Carlos           | Recreativo Granada  | transfer              | 30.06.2021 | bez odstępnego  | [ 102 ] |
| OB             | Paweł Koncewicz-Żyłka | Unia Tarnów U-19    | transfer              | 30.06.2022 | bez odstępnego  | [ 103 ] |
| PO             | Mateusz Duda          | Soła Oświęcim       | transfer              | 30.06.2021 | bez odstępnego  | [ 104 ] |
| NA             | Chuca                 | Villarreal II       | transfer              | 30.06.2022 | bez odstępnego  | [ 105 ] |
| OB             | Serafin Szota         | Zagłębie Lubin      | transfer              | 30.06.2022 | bez odstępnego  | [ 106 ] |
| NA             | Przemysław Zdybowicz  | GKS Bełchatów       | transfer              | 30.06.2023 | 250 000 złotych | [ 108 ] |
| PO             | Damian Pawłowski      | Pogoń Szczecin      | transfer              | 30.06.2021 | bez odstępnego  | [ 109 ] |
| BR             | Kais Al-Ani           | Soła Oświęcim       | transfer              | 30.06.2020 | bez odstępnego  | [ 110 ] |
| PO             | Gieorgij Żukow        | Kajrat Ałmaty       | transfer              | 31.12.2020 | bez odstępnego  | [ 111 ] |
| Okienko zimowe |                       |                     |                       |            |                 |         |
| NA             | Ľubomír Tupta         | Hellas Verona       | wypożyczenie          | 30.06.2020 | -               | [ 112 ] |
| OB             | Mateusz Hołownia      | Legia Warszawa      | wypożyczenie          | 30.06.2020 | -               | [ 113 ] |
| OB             | Hebert                | JEF Utd. Chiba      | wypożyczenie          | 30.06.2020 | -               | [ 114 ] |
| PO             | Nikola Kuveljić       | Javor Ivanjica      | wypożyczenie          | 30.05.2020 | -               | [ 115 ] |
| NA             | Alon Turgeman         | Austria Wiedeń      | wypożyczenie          | 30.06.2020 | -               | [ 116 ] |
| Runda wiosenna |                       |                     |                       |            |                 |         |
| PO             | Nikola Kuveljić       | Javor Ivanjica      | transfer              | 30.06.2023 | brak danych     | [ 117 ] |
| OB             | Marcin Grabowski      | Termalica Nieciecza | koniec wypożyczenia   | 30.06.2021 | -               | [ 67 ]  |
| PO             | Kacper Duda           | Wisła II Kraków     | -                     | 30.06.2022 | -               | [ 118 ] |
| OB             | Konrad Gruszkowski    | Motor Lublin        | powrót z wypożyczenia | 30.06.2022 | -               | [ 119 ] |
| NA             | Tafara Madembo        | Escola Warsovia     | transfer              | 30.06.2023 | brak danych     | [ 120 ] |
| BR             | Miłosz Jaskuła        | FC Wrocław Academy  | transfer              | 30.06.2022 | brak danych     | [ 121 ] |

Stan na: 18 lipca 2020

#### Odeszli
| Poz            | Nazwisko             | Nowy klub            | Typ                   | Kwota transferu | Źródło  |
| -------------- | -------------------- | -------------------- | --------------------- | --------------- | ------- |
| Okienko letnie |                      |                      |                       |                 |         |
| PO             | Sławomir Peszko      | Lechia Gdańsk        | koniec wypożyczenia   | -               | [ 122 ] |
| NA             | Wojciech Słomka      | Zagłębie Sosnowiec   | koniec kontraktu      | -               | [ 123 ] |
| OB             | Matej Palčič         | Sheriff Tyraspol     | koniec kontraktu      | -               | [ 124 ] |
| BR             | Tobiasz Weinzettel   | 1. FC Bocholt        | koniec kontraktu      | -               | [ 125 ] |
| PO             | Maciej Śliwa         | Miedź Legnica        | koniec kontraktu      | -               | [ 126 ] |
| NA             | Marko Kolar          | FC Emmen             | transfer              | 600 000 €       | [ 128 ] |
| PO             | Patryk Małecki       | Zagłębie Sosnowiec   | rozwiązanie kontraktu | -               | [ 130 ] |
| OB             | Rafał Pietrzak       | Royal Excel Mouscron | koniec kontraktu      | -               | [ 131 ] |
| OB             | Mateusz Duda         | Garbarnia Kraków     | wypożyczenie          | -               | [ 104 ] |
| BR             | Kacper Chorążka      | Zagłębie Sosnowiec   | wypożyczenie          | -               | [ 132 ] |
| NA             | Denys Bałaniuk       | Olimpik Donieck      | rozwiązanie umowy     | -               | [ 133 ] |
| NA             | Artur Balicki        | Pogoń Siedlce        | wypożyczenie          | -               | [ 134 ] |
| OB             | Piotr Świątko        | Miedź II Legnica     | transfer              | bez odstępnego  | [ 135 ] |
| PO             | Patryk Plewka        | Stal Rzeszów         | wypożyczenie          | -               | [ 136 ] |
| PO             | Daniel Morys         | Olimpia Elbląg       | wypożyczenie          | -               | [ 137 ] |
| Okienko zimowe |                      |                      |                       |                 |         |
| PO             | Emmanuel Kumah       | Tudu Mighty Jet      | koniec wypożyczenia   | -               | [ 138 ] |
| OB             | Marcin Grabowski     | Termalica Nieciecza  | wypożyczenie          | -               | [ 139 ] |
| NA             | Przemysław Zdybowicz | GKS Bełchatów        | wypożyczenie          | -               | [ 140 ] |
| PO             | Jakub Bartosz        | Stal Mielec          | rozwiązanie kontraktu | -               | [ 141 ] |
| OB             | Serafin Szota        | Stomil Olsztyn       | wypożyczenie          | -               | [ 142 ] |
| OB             | Hebert               | JEF Utd. Chiba       | koniec wypożyczenia   | -               | [ 143 ] |

Stan na: 18 lipca 2020

#### Nowe kontrakty
| Poz            | Nazwisko             | Koniec kontraktu | Typ           | Źródło  |
| -------------- | -------------------- | ---------------- | ------------- | ------- |
| Okienko letnie |                      |                  |               |         |
| OB             | Marcin Wasilewski    | 30 czerwca 2020  | nowy kontrakt | [ 144 ] |
| PO             | Rafał Boguski        | 30 czerwca 2020  | nowy kontrakt | [ 145 ] |
| OB             | Łukasz Burliga       | 30 czerwca 2021  | nowy kontrakt | [ 146 ] |
| PO             | Vullnet Basha        | 30 czerwca 2021  | nowy kontrakt | [ 147 ] |
| OB             | Jakub Bartosz        | 30 czerwca 2020  | nowy kontrakt | [ 148 ] |
| PO             | Jakub Błaszczykowski | 30 czerwca 2020  | nowy kontrakt | [ 149 ] |
| NA             | Paweł Brożek         | 30 czerwca 2020  | nowy kontrakt | [ 150 ] |
| Runda wiosenna |                      |                  |               |         |
| PO             | Nikola Kuveljić      | 30 czerwca 2023  | nowy kontrakt | [ 117 ] |

Stan na: 18 lipca 2020
Z powodu późniejszego zakończenia sezonu Wisła Kraków zawarła z graczami i personelem aneksy, które wydłużały o miesiąc kończące się kontrakty z dniem 30 czerwca.

## Zarząd i sztab szkoleniowy

### Przed sezonem
Przed rozpoczęciem sezonu krakowski klub zrezygnował ze stanowiska dyrektora sportowego. Arkadiusz Głowacki został przesunięty do kierowania klubowym skautingiem. Decyzje transferowe dotyczące pierwszej drużyny były rozstrzygane w Komitecie Sportowym złożonym z trenera, Głowackiego, Zarządu Klubu oraz delegatów z Rady Nadzorczej.
W sztabie szkoleniowym rolę trenera-analityka po Mariuszu Kondaku, przesuniętego do skautingu, przejął Paweł Sikora, który w poprzednim sezonie trenował Pogoń Siedlce. Leszek Dyja dołączył do pionu odpowiedzialnego za przygotowanie fizyczne zawodników. Na kolejny sezon w roli asystenta pozostał Radosław Sobolewski, współtworzący personel zespołu od lipca 2016 roku.
Na początku lipca ogłoszono zmiany w zarządzie klubu. Z funkcji prezesa piłkarskiej spółki ustąpił Rafał Wisłocki, który w czerwcu wygrał wybory na zwierzchnika Towarzystwa Sportowego Wisła. Na stanowisko wiceprezesa zarządu został powołany Piotr Obidziński, dotąd pełnomocnik zarządu ds. restrukturyzacji. Do czasu uformowania ostatecznego składu zarządu pełni obowiązki prezesa Wisły Kraków.

### Runda jesienna
W dniu poprzedzającym mecz 3. kolejki Sobolewski zakończył współpracę z krakowskim klubem i objął stanowisko szkoleniowca Wisły Płock. Pion sportowy opuścił też Kondak, który przeniósł się do Płocka. Asystentem pierwszego trenera został mianowany Paweł Sikora, a zwolnioną funkcję analityka przejął Dominik Dyduła.
14 listopada z funkcji głównego trenera po 514 dniach i 52 spotkaniach został zwolniony Maciej Stolarczyk. Obowiązki nowego szkoleniowca pierwszego zespołu objął Artur Skowronek, poprzednio związany z Stalą Mielec. Dołączył także do Komitetu Sportowego, zajmującego się w klubie transferami. Podczas oficjalnej prezentacji nowego szkoleniowca ogłoszono także, że Grzegorz Żmija przejął zajęcia z bramkarzami, a Dawid Szulczek dołączył do sztabu jako asystent Skowronka. Debiut nowego szkoleniowca odbył się podczas meczu 16. kolejki przeciwko Śląskowi Wrocław.
W ostatnim tygodniu listopada nastąpiły kolejne przesunięcia na stanowiskach związanych z treningami pierwszej drużyny. Z funkcji trenera przygotowania fizycznego odsunięto Wojciecha Żuchowicza. Mariusz Jop został nowym szkoleniowcem rezerw, zmieniając w tej roli Adriana Filipka, który przejął zespół do lat 18, występujący w Centralnej Lidze Juniorów. W sztabie młodzieżowym znalazł się też Artur Łaciak, poprzednio odpowiedzialny za treningi bramkarzy seniorów.
Przed zimowym oknem transferowym w roli nieformalnych pełnomocników zarządu ds. sportowych dołączyli Jakub Chodorowski i Krzysztof Kołaczyk.

### Runda wiosenna
Przed rozpoczęciem drugiej połowy sezonu do sztabu medycznego krakowskiego klubu doszedł Damian Salwin w roli psychologa sportowego.
W lutym utworzono związaną ze szkoleniem młodzieży funkcję pełnomocnika ds. akademii, którą objął Krzysztof Kołaczyk, związany zakulisowo z krakowskim klubem od grudnia jako doradca przy transferach.
W dniu 25 lutego za obustronnym porozumieniem przestała obowiązywać umowa z Maciejem Stolarczykiem jako pracownikiem sztabu szkoleniowego krakowskiego klubu.
20 kwietnia głównymi akcjonariuszami klubu zostali Jakub Błaszczykowski, Jarosław Królewski i Tomasz Jażdżyński, a miejsce pełniącego obowiązki prezesa Piotra Obidzińskiego zajął w pełnoprawnej roli Dawid Błaszczykowski, dotychczas członek rady nadzorczej.
18 czerwca odbyło się walne zgromadzenie akcjonariuszy klubu w trybie online. W wydarzeniu za pośrednictwem specjalnego systemu do głosowania osoby, które zakupiły akcje Wisły za pomocą finansowania społecznościowego, przegłosowały pozytywnie 27 uchwał związanych z radą nadzorczą Wisły i dalszą działalnością spółki piłkarskiej. Do grona wiceprzewodniczących doszedł Jakub Błaszczykowski. Dzień po uzyskaniu absolutorium zarząd powierzył Dawidowi Błaszczykowskiemu, wcześniej jako delegowanyy do roli prezesa członek rady nadzorczej, funkcję na stałe. Jego zastępcą został Maciej Bałaziński, który objął tym samym nowe stanowisko w zarządzie.

### Personel
Artur Skowronek został wybrany głosami szkoleniowców pozostałych drużyn na najlepszego trenera lutego w plebiscycie Ekstraklasy.
| Stanowisko                                | Imię i nazwisko                              | Uwagi                                               |
| ----------------------------------------- | -------------------------------------------- | --------------------------------------------------- |
| Prezes                                    | Dawid Błaszczykowski Piotr Obidziński (p.o.) | od 20 kwietnia 2020 3 lipca 2019 – 20 kwietnia 2020 |
| Wiceprezes                                | Maciej Bałaziński                            | od 19 czerwca 2020                                  |
| Przewodniczący rady nadzorczej            | Tomasz Jażdżyński                            | od 13 marca 2019                                    |
| Wiceprzewodniczący rady nadzorczej        | Jakub Błaszczykowski                         | od 19 czerwca 2020                                  |
| Wiceprzewodniczący rady nadzorczej        | Jarosław Królewski                           | od 13 marca 2019                                    |
| Wiceprzewodniczący rady nadzorczej        | Dawid Błaszczykowski                         | 13 marca 2019 – 19 czerwca 2020                     |
| Trener                                    | Artur Skowronek                              | od 14 listopada 2019                                |
| Trener                                    | Maciej Stolarczyk                            | 18 czerwca 2018 – 14 listopada 2019                 |
| Asystent trenera                          | Dawid Szulczek                               | od 14 listopada 2019                                |
| Asystent trenera                          | Paweł Sikora                                 | od 8 sierpnia 2019                                  |
| Asystent trenera                          | Kazimierz Kmiecik                            | od 10 grudnia 2015                                  |
| Asystent trenera                          | Mariusz Jop                                  | 1 lipca 2018 – 27 listopada 2019                    |
| Asystent trenera                          | Radosław Sobolewski                          | 25 czerwca 2016 – 04 sierpnia 2019                  |
| Trener bramkarzy                          | Grzegorz Żmija                               | od 14 listopada 2019                                |
| Trener bramkarzy                          | Artur Łaciak                                 | od 1 września 2016 – 14 listopada 2019              |
| Trener przygotowania fizycznego           | Leszek Dyja                                  | od 21 czerwca 2019                                  |
| Trener przygotowania fizycznego           | Wojciech Żuchowicz                           | 1 lipca 2018 – 27 listopada 2019                    |
| Trener przygotowania kontroli motorycznej | Daniel Michalczyk                            | od 16 czerwca 2010                                  |
| Analityk                                  | Dominik Dyduła                               | od 8 sierpnia 2019                                  |
| Analityk                                  | Paweł Sikora                                 | 17 czerwca – 8 sierpnia 2019                        |
| Kierownik drużyny                         | Jarosław Krzoska                             | od 12 lipca 2010                                    |
| Masażysta                                 | Zbigniew Woźniak                             | od 21 czerwca 1989                                  |
| Fizjoterapeuta                            | Marcin Dudzik                                | od 2019                                             |
| Fizjoterapeuta                            | Marcin Bisztyga                              | od 2006                                             |
| Rehabilitant                              | Karol Biedrzycki                             | od 1 lipca 2018                                     |
| Opiekun drużyny                           | Paweł Blitek                                 | od sezonu 2016/2017                                 |
| Lekarz                                    | Mariusz Urban                                | od 15 listopada 2017                                |
| Psycholog                                 | Damian Salwin                                | od 8 lutego 2020                                    |
| Wisła II Kraków                           |                                              |                                                     |
| Trener                                    | Mariusz Jop                                  | od 27 listopada 2019 – 26 maja 2020                 |
| Trener                                    | Adrian Filipek                               | 24 czerwca – 27 listopada 2019                      |

Stan na: 18 lipca 2020